# Allen Bathurst, 1:e earl Bathurst
Allen Bathurst, 1:e earl Bathurst, född den 16 november 1684, död den 16 september 1775, var en brittisk politiker, brorson till Ralph Bathurst, far till Henry Bathurst, 2:e earl Bathurst.  
Bathurst var medlem av underhuset 1705-12 och var en av de tolv tories, som drottning Anna sistnämnda år upphöjde till pärer (baron Bathurst). I överhuset var han som ivrig tory en av Walpoles förnämsta motståndare. 
Efter dennes fall (1742) utsågs Bathurst till medlem av hemliga rådet, och 1772 erhöll han earlvärdighet. Bathurst stod under sin långa levnad ständigt i vänskaplig beröring med litteraturens män (till exempel Congreve, Addison, Pope, Prior, Jonathan Swift, Sterne).[källa behövs]